# 三氟乙酸汞
三氟乙酸汞是一种汞化合物，化学式为Hg(CF3COO)2。它可由氧化汞和三氟乙酸反应制得。它可以和吡啶形成配合物Hg(C5H5N)3(CF3COO)2。在KF的存在下，它和(CF3)2C=CF2在DMF中反应，可以得到[(CF3)3C]2Hg。
它可用于有机合成，其反应活性和乙酸汞相似，但亲电性更强。